# Paul Jobert
Pour les articles homonymes, voir Jobert.
Paul Jobert, né le 19 août 1863 à Tlemcen (Algérie), mort le 24 mars 1942 à Constantine (Algérie), est un peintre de marine français.

## Biographie
Paul Jobert voit le jour en 1863 à Tlemcen où son père est avocat-défenseur, descendant de la famille Deval, diplomates versaillais implantés dans l’empire ottoman depuis Louis XV. Cette famille fut impliquée dans l’affaire du « coup d’éventail » de 1827, qui servit de casus belli à la conquête de l’Algérie, trois ans plus tard. Attiré très jeune par la peinture, il poursuit sans conviction ses études au lycée d’Alger, avant d'intégrer l’École des beaux-arts d'Alger dans les années 1880. Sur les conseils de Jules Bastien-Lepage, il s'inscrit l’École des beaux-arts de Paris où il est l'élève de Jules Bastien-Lepage, Jules Lefebvre et Benjamin Constant. Plus tard, il citera comme ses maîtres Boulanger et Tony Robert-Fleury. Auprès de ces peintres de renom, il acquiert un métier solide, entre autres dans le domaine du portrait, tout en se spécialisant dans l’art des marines où s’exprime un sens de la mer hérité de sa jeunesse à Alger,,,.
Il commence à exposer en 1886 au Salon des artistes français avec une petite vue du port d’Alger. Il expose ensuite à l’Exposition universelle de Paris de 1889 (mention honorable), et de 1900 (médaille de bronze) puis obtient deux médailles d’or au Salon des artistes français. Entre 1888 et 1914, il expose au Salon de Paris, à New York et à Philadelphie. En 1890, il expose Les Palangriers au musée d’Alger.
Nommé peintre officiel de la Marine en 1891. il se distingue à ce titre dans la représentation de scènes militaires et/ou historiques dont l’exactitude technique en fait de véritables documents. L’État acquiert plusieurs de ses toiles, entre autres, Les Grandes manœuvres de l’escadre du nord, Lâcher de pigeons militaires à bord d’un torpilleur, Brume du matin, Voilier dans la brume, Attaque d’un vaisseau amiral par les torpilleurs, Bombardement d’Alger par la flotte française le 3 juillet 1830.
Son tableau Arrivée de l’escadre russe en rade de Toulon le 13 octobre 1893, exposé au Salon de 1894, a été présenté dans le cadre du 50e anniversaire des relations diplomatiques franco-soviétiques, à l'exposition L'URSS et la France - Les grands moments d'une tradition.
Il portraiture également la bourgeoisie française et américaine du début du XXe siècle (La Beauté américaine, Portrait du général C., L'Amiral Neny, Le Colonel Deport, Émile Morinaud, Portrait de Madame Thu).
Passionné par son métier, Paul Jobert crée la « Société des peintres de marine » (devenue en janvier 1907 « l’Action Maritime ») dont il est nommé président.
Installé à Paris, il épouse en 1894 Philomena Lynch, de nationalité américaine. Cette jeune américaine fortunée lui ouvre les portes des États-Unis. Il expose alors à plusieurs reprises à New York et Philadelphie, dans l’Ohio, le Wisconsin etc,. Âgé de 51 ans et père de deux enfants lorsque la guerre éclate en 1914, il s’engage volontairement comme simple soldat. Affecté à l’état-major du 9e corps d’armée, il passe trois ans au front et participe à la campagne de Flandres en 1915. À cette occasion, il représente son environnement, dans un album intitulé « Croquis de guerre – 1914-1917 » tiré à 40 exemplaires numérotés et signés. Nommé chevalier de la Légion d’honneur en 1908, il est promu officier en 1926. N’ayant jamais perdu le contact avec l’Algérie, il s’y rend régulièrement pour exécuter des commandes publiques et privées de décoration : Bustes de femmes dans des jonchées de roses (plafonds de l’Hôtel de ville de Constantine, 1904), Hôtel de ville de Philippeville, établissement balnéaire de Djidjelli…
En 1897, il illustre la publication du livre Gens de mer, de Yann Nibor, par 42 dessins à la plume. En 1991, il participe à l’illustration du livre La chanson des cols bleus, chants populaires de la flotte française, du même auteur. En 1898, il expose des marines à la galerie M. Knoedler à New York.
A Ypres en janvier 1915 il crayonne un portrait de Théodore Botrel , Barde des Armées , qui illustre le premier recueil des chants de guerre de ce chanteur breton.
C’est dans son pays natal qu’il finira sa vie, en tant que conservateur de la section des beaux-arts du musée de Constantine.
Ses tableaux sont conservés dans plusieurs musées, en France (notamment aux musée de la Marine et musée du Luxembourg à Paris, au château de Versailles et château de Vincennes, au musée Thomas-Henry de Cherbourg, au musée de Dax, au Château de Dieppe, à Honfleur, au musée de Tessé du Mans, au musée des beaux-arts de Rouen, à Valenciennes, et à l’étranger (Montevidéo et Philadelphie).

## Œuvres référencées
- Flotte française à la  côte djidjelienne  [13], mairie de Jijel.
- Les palangriers, 1890[14].
- Portrait de madame Thu, 1891, huile sur toile, 46,2 × 38 cm, musée des beaux arts, Rouen[15].
- Folliers et Lamaneurs ; barques de pêche à Dieppe, huile sur toile, 62,5 × 51,7 cm, Château-musée de Dieppe[16].
- Attaque d’un vaisseau amiral par les torpilleurs, collection particulière[17].
- Lâcher de pigeons militaires à bord d'un torpilleur, Château de Vincennes (escalier du Pavillon de la Reine).
- Arrivée de l’escadre russe en rade de Toulon le 13 octobre 1893, 1894, huile sur toile, 258 × 400 cm, musée national des châteaux de Versailles et de Trianon[18],[19].
- Le lieutenant-colonel Joseph-Albert Deport (1846-1926), le père du canon de 75, huile sur toile, 120 × 79 cm, Musée de l'Armée, Paris[20].
- Une leçon de barre, Trouville, 1906 (date d’exposition au Salon)
- Brume du matin, 1905, musée du Mans, Le Mans[21], .
- Voilier dans la brume, 90 × 110 cm, Musée du Luxembourg, Paris[22].
- L’affiche PLM Constantine, années 1930, 100,5 × 62 cm, Bibliothèque nationale de France.
- Casablanca, 147 × 150 cm, Musée du quai Branly, Paris[23].
- Les grandes manœuvres de l’escadre du Nord à Cherbourg, musée de Cherbourg.
- Port d’Alger, huile sur toile, 149 × 248 cm, Musée du quai Branly, Paris[24],[25].
- Port de Beyrouth, huile sur toile, 150 × 153 cm, Musée du quai Branly, Paris[26].
- La Beauté américaine, 1903[8].
- Portrait du chansonnier des armées Théodore Botrel à  Ypres le 15 janvier 1915
- Bombardement d'Alger par la flotte française le 3 juillet 1830, Musée national de la Marine, Paris[1].

### Ouvrages illustrés
- Yann Nibor, Gens de Mer, poésies à dire, préface de François Coppée, illustré de 52 dessins à la plume de Paul Jobert, Paris, Flammarion s.d. (1897), XI-258 p..
- Yann Nibor, La Chanson des cols bleus, chants populaires de la flotte française, préface de Lucien Jousselin, illustrations de Léon Couturier, Bourgain et Jobert, (Peintres du Département de la Marine), de Henri Rudaux et Yann Nibor fils, Paris, E. Flammarion, (1901), 310 p., portr., fig. et musique.
- Théodore Botrel, Les chants du bivouac (1er août - 31 décembre 1914). Refrains de guerre, préface de Maurice Barrès, 113 dessins à la plume de Carlègle et un portrait de l'auteur par Paul Jobert. Librairie Payot, 1915, 271 p.
- Jean Dargène, Le feu à Formose, roman de l'escadre Courbet, préface de Pierre Loti, 31 illustrations de Paul Jobert, Paris, G. Havard fils éditeur, 1897, 296 p.
- Jacques de Verneuil, Croquis de guerre, 1914-1917, éditions Lancosme, octobre 2018[27].